# Bard
| Bard |
| --- |
| Målningen Barden av John Martin (1817). - Betydelse – keltisk episk diktare eller sångare - Bakgrund – protokeltiska bardos - Exempel – Troubadix |

En bard (av senlatinets bardus, från gaeliska bard, ”sångare”) var ursprungligen en keltisk episk diktare eller sångare – i regel man. Han verkade vid de medeltida hoven ofta även som genealog och sändebud.
Sedan 1700-talet används bard som en poetisk beteckning för diktare i allmänhet.

## Etymologi
Ordet bard är ett lånord från de keltiska språken. Motsvarande ord på galliska var bardos ('bard, poet'), på skotsk gaeliska bàrd ('sångare, poet', medelbretonska barz ('trubadur') och fornkorniska  barth ('gycklare'). Det gamla galliska ordet motsvarar det äldre latinska bardus och den klassiska grekiskans bárdoi (pluralform). De går alla går tillbaka till protoindoeuropeiskans gʷr̥dʰh₁-ó-s (bokstavligen 'lovprisare'). I 1500-talets Skottland var det en förklenande benämning för en kringvandrande musikant, men senare skedde en uppvärdering genom Sir Walter Scotts författande.

## Historia
Barder nämns i skrifter från de sista seklen före Kristus. Under den tidiga medeltiden var de högt ansedda i bland annat Wales och på Irland. De tjänstgjorde i furstehoven och nyttjades också bland annat som genealoger och sändebud. Barden spelade på crwth och harpa, men inga säkra belägg finns av nedtecknad musik.
Ursprungligen tillhörde barden dock en lägre klass av poeter. Denna skiljde sig från den högre rankade fili på Irland och i de skotska högländerna. Barden var anställd hos en herreman – antingen monark eller adelsman – i första hand för att lovsjunga herremannens förfäder eller herremannen själv.
Från 1700-talet har bard mer kommit att användas som en poetisk omskrivning för diktare (jämför skald). William Shakespeare har benämnts som "'barden", Robert Burns som "Skottlands bard" och Rabindranath Tagore som "Bengalens bard". Ordet kom i större användning internationellt från 1800-talet.

## Olika länder

### Frankrike (Bretagne)
I det keltiskkulturella Bretagne skapades bardisk poesi även så sent som under 1800- och 1900-talet.

### Indien
Begreppet förekommer även i indisk tradition, under den generella benämningen bhat. Detta syftar på olika typer av sagoberättare, inklusive de som var i tjänst hos byns styrande.

### Irland
Under medeltiden var barder en av två typer av poeter i samhället, med filid som den andra typen. Så småningom gled begreppen dock samman.
Bardisk poesi skapades även kring den irländska kyrkan, även om även denna mest bestod av triviala hyllningsdikter.

### Skottland
Den kanske mest kända gruppen av skotska barder var medlemmar av MacMhuirich, en betydelsefull klan från 1400- till 1700-talet. Släkten hade sitt huvudsakliga fäste i Hebriderna och sade sig stamma från en 1200-talsbard som enligt legenden landsförvisades från Irland.

### Wales
Ett antal barder förekommer i den walesiska mytologin. Aneirin och Taliesin kan gå tillbaka till historiska personer från 500- och 600-talet.

## Barder i kulturen
- I den tecknade serien om gallern Asterix är Troubadix bard i byn där huvudpersonerna bor.